# Bolechowice (województwo świętokrzyskie)
Bolechowice – wieś w Polsce położona w województwie świętokrzyskim, w powiecie kieleckim, w gminie Nowiny.
| SIMC    | Nazwa     | Rodzaj    |
| ------- | --------- | --------- |
| 0234063 | Odpadki   | część wsi |
| 0234070 | Podmoście | część wsi |

Wieś stanowi sołectwo gminy Nowiny.
W latach 1975–1998 miejscowość administracyjnie należała do województwa kieleckiego. 
Przed 1996 r. należała do gminy Chęciny.
Dojazd z Kielc zapewniają autobusy linii 19 komunikacji miejskiej MPK Kielce (czas dojazdu 30 minut). 
W Bolechowicach funkcjonują placówki oświatowe: szkoła podstawowa, przedszkole publiczne.